# Šibenik, Šentjur
Šibenik este o localitate din comuna Šentjur, Slovenia, cu o populație de 115 locuitori.